# Plagiochila nitens
Plagiochila nitens là một loài rêu trong họ Plagiochilaceae. Loài này được Inoue mô tả khoa học đầu tiên năm 1989.